# Anna Merritt

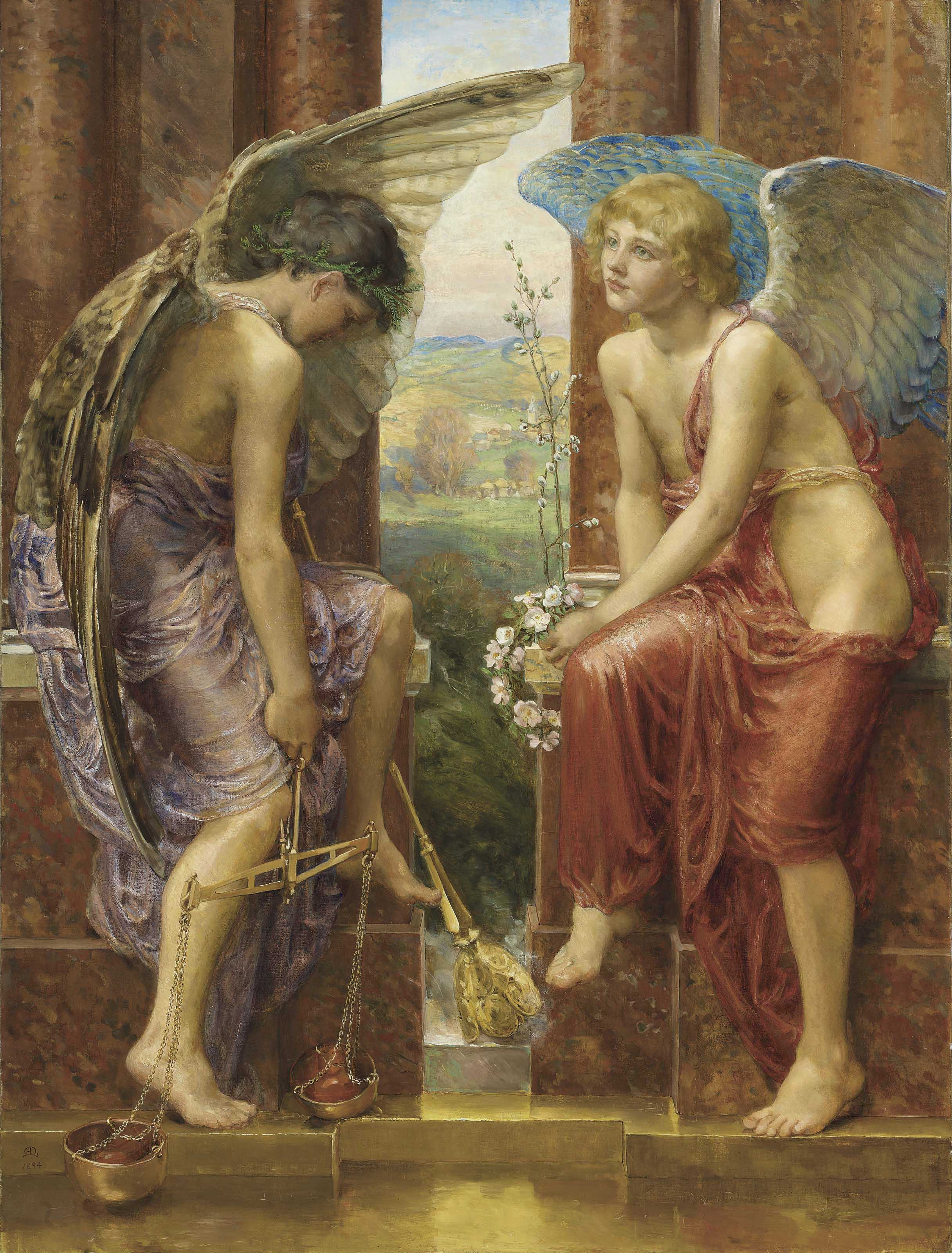
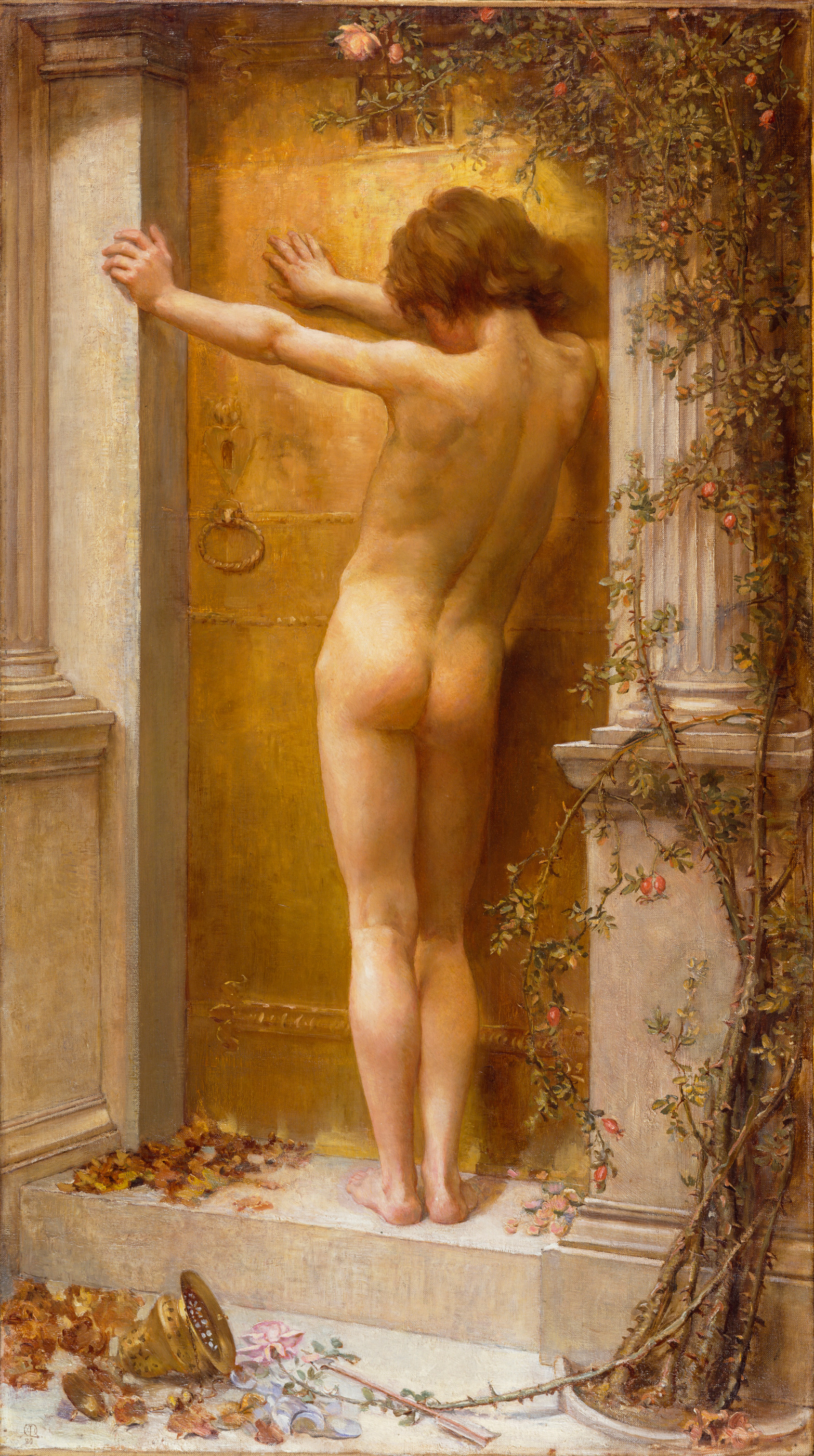
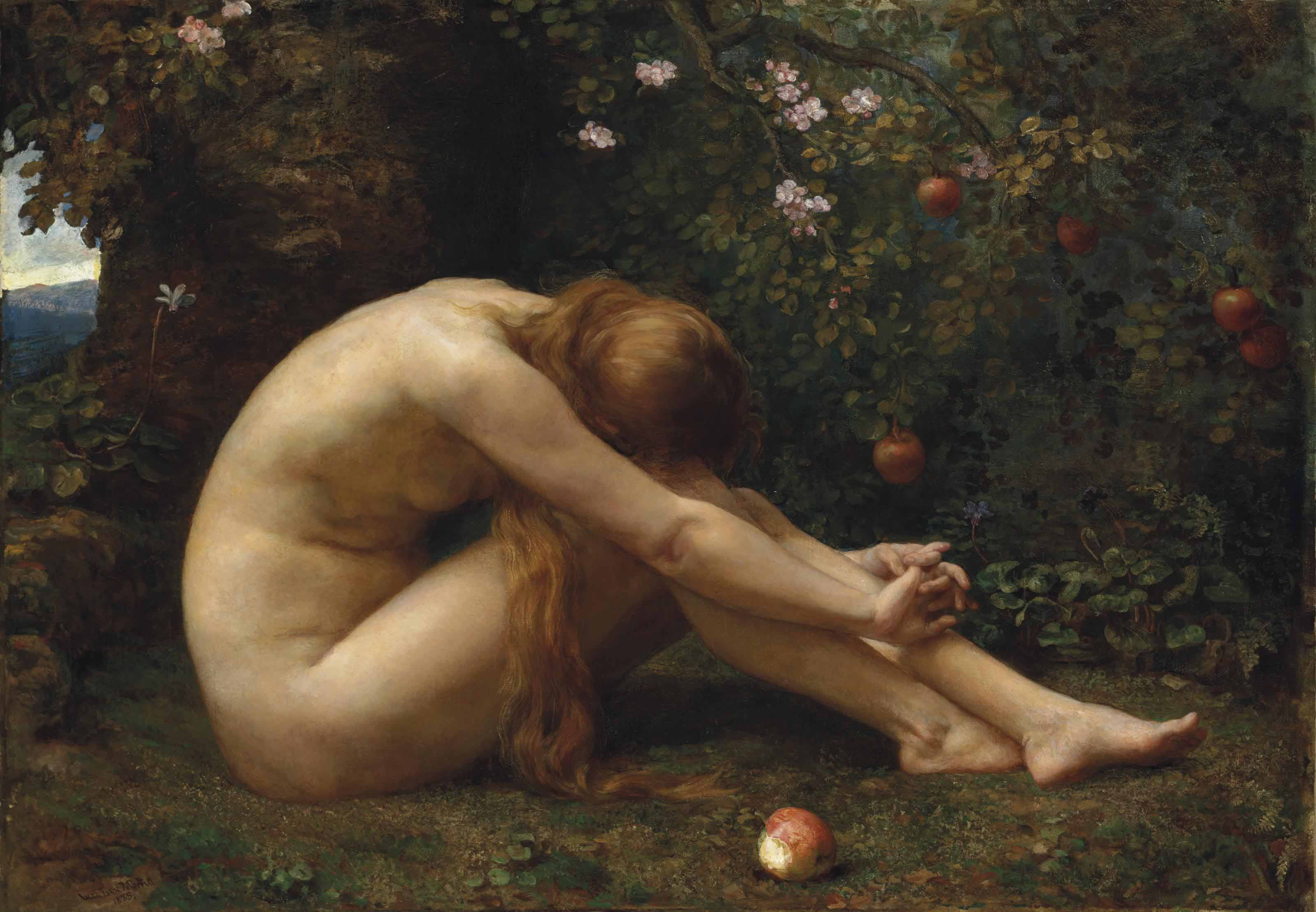

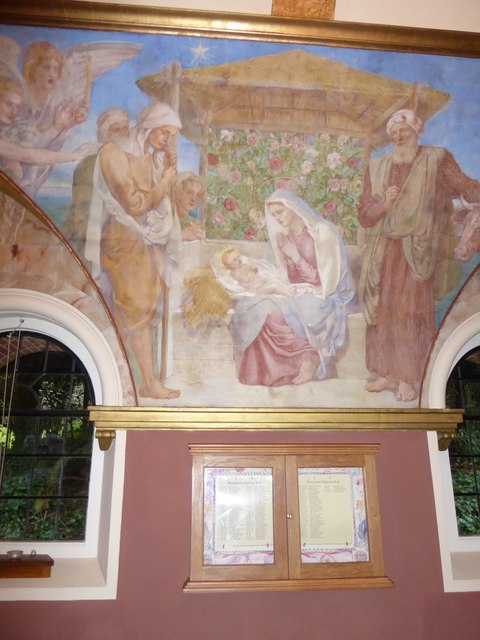
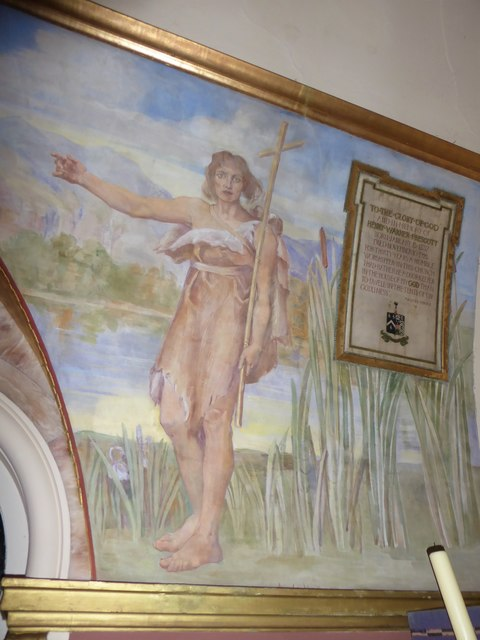
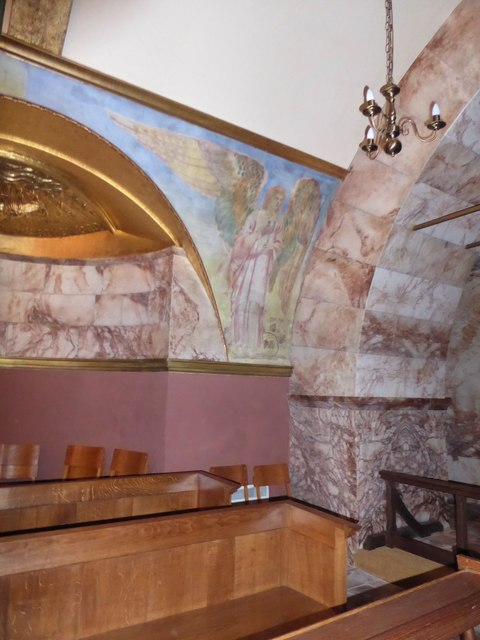

 (avril 2024).
Si vous disposez d'ouvrages ou d'articles de référence ou si vous connaissez des sites web de qualité traitant du thème abordé ici, merci de compléter l'article en donnant les références utiles à sa vérifiabilité et en les liant à la section « Notes et références ».
Anna Massey Lea Merritt (1844-1930) est une artiste américaine connue pour ses peintures de portraits et de paysages. Née en 1844 à Philadelphie, elle accompagne sa famille pour vivre en Europe en 1867. Elle étudie brièvement à Dresde en Allemagne et à Florence en Italie, avant de s'installer durablement en Angleterre, où elle épouse un professeur de Londres qui la laisse bientôt veuve. Elle s'installe alors dans un petit village anglais. Son œuvre Eve Overcome with Remorse est le premier tableau réalisé par une femme dont le gouvernement britannique fait l'acquisition.

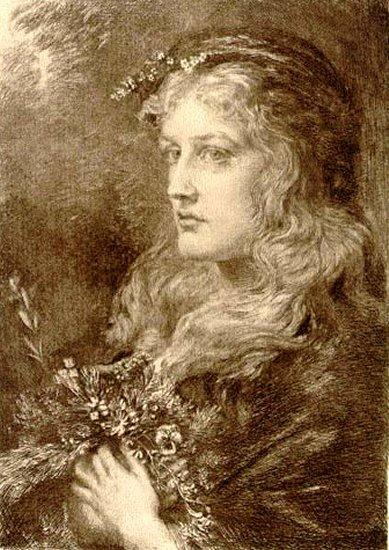
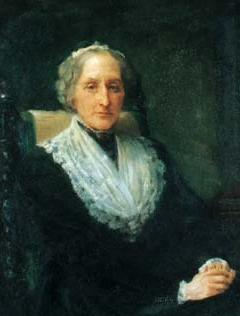
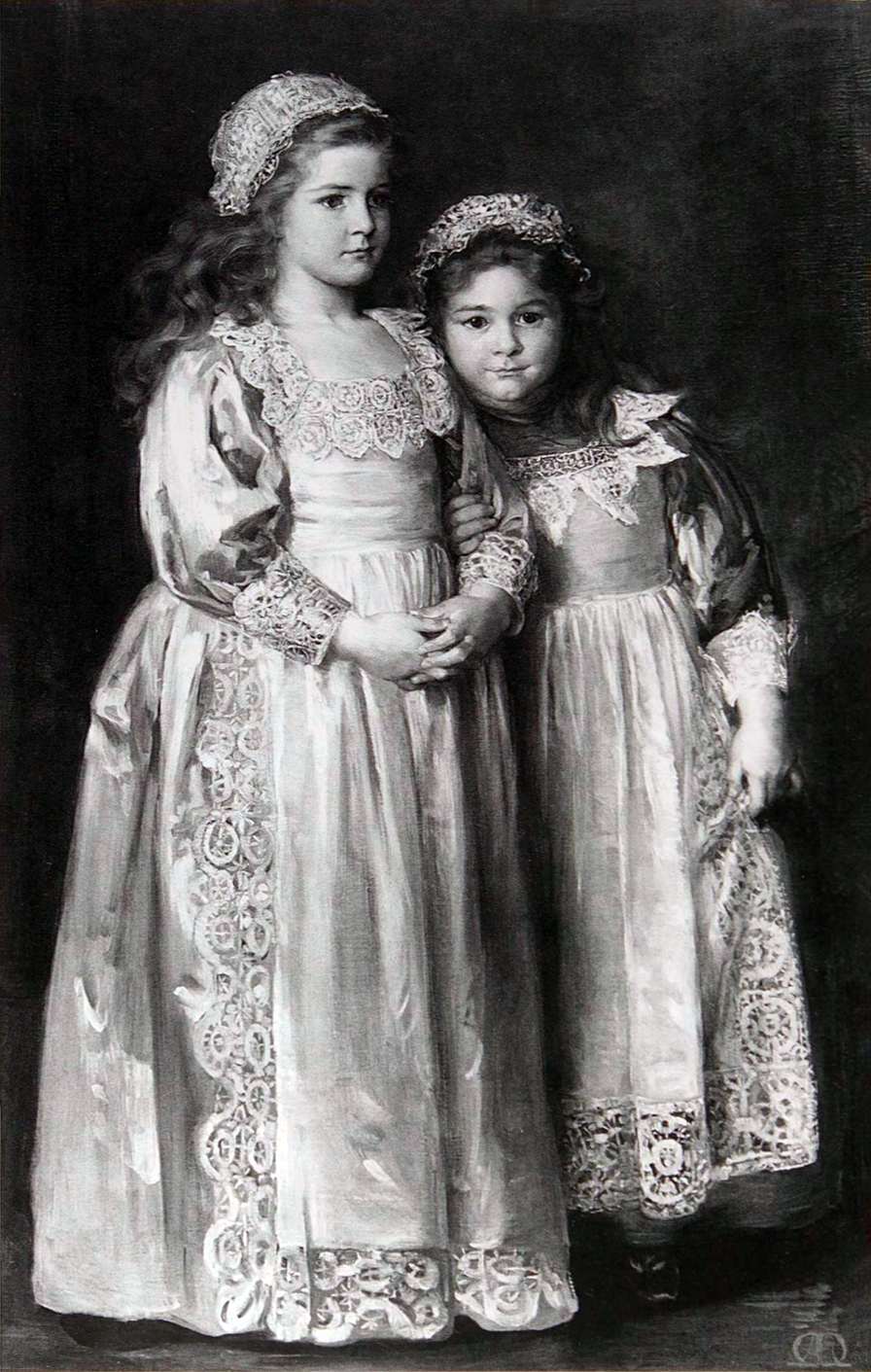